# Cliff Bastin
Clifford Sydney "Cliff" Bastin, född 14 mars 1912 i Exeter, död 4 december 1991, var en engelsk fotbollsspelare.
Bastin började sin karriär i Exeter City, där han gjorde A-lagsdebut som 16-åring 1928. Trots att han bara spelade 17 matcher (och gjorde sex mål), värvades han av Arsenal ett år senare för 2000 pund. Bastin kom att spela i Arsenal under resten av sin karriär. Totalt gjorde han 178 mål på 395 matcher, och var Arsenals bäste målskytt genom tiderna ända till 1997, då Ian Wright slog rekordet. År 2005 passerades han även av Thierry Henry på listan över tidernas bästa målskyttar i Arsenal. Bastins målskörd är anmärkningsvärd om man betänker att han spelade vänsterytter, och inte centerforward. Många av hans mål var frukten av samarbetet med den skotske speluppläggaren Alex James, och hade inte andra världskriget satt stopp för ligaspelet i England, hade Bastin kunnat göra många fler mål.
Trots att han var så ung (han gick under smeknamnet "Boy Bastin"), gjorde Bastin stort intryck redan från början, och höll en ordinarie plats i Arsenal under hela 1930-talet. Med Arsenal vann han ligan fem gånger och FA-cupen två gånger. Bastin spelade även 21 landskamper för England. Han var bland annat med i matchen mot Italien på Highbury den 14 november 1934, då det engelska laget bestod av sju spelare från Arsenal. Han var även med i landskamper mot Tyskland i Berlin den 14 maj 1938, då de engelska spelarna tvingades göra nazisthälsningar efter påtryckningar från brittiska diplomater.
När andra världskriget tog slut hade Bastin kommit upp i 30-årsåldern. Efter kriget spelade han bara sex ligamatcher innan han lade skorna på hyllan i januari 1947. Efter avslutad karriär återvände Bastin till sin födelseort Exeter, där han drev en pub. Cliff Bastin dog 1991, 79 år gammal. Han har fått en läktare på Exeter Citys hemmaarena St James' Park uppkallad efter sig.